# هانزا روستوك
نادي هانزا روستوك لكرة القدم (بالألمانية: F.C. Hansa Rostock e.V.) نادي كرة قدم ألماني يلعب في دوري الدرجة الثالثة. تم تأسيس النادي في 28 ديسمبر 1965.